# Louise Kachel-Bender
Louise Kachel-Bender, geborene Louise Bender, (7. Dezember 1847 in Karlsruhe – 25. Oktober 1916 in München) war eine deutsche Theaterschauspielerin.

## Leben
Kaum hatte sie die höhere Töchterschule verlassen, als sie schon mit dem Theater zu liebäugeln begann, und angeregt durch die Leistungen eins Heinrich Marr, Ludwig Dessoir, August Förster, sich immer mehr zur Bühne hingezogen fühlte.
Auf ihre Ausbildung nahm jedoch vorzugsweise Eduard Devrient Einfluss, dem die Künstlerin den seinen Sinn verdankt, in jeder Aufgabe das Einzigartige zu finden, und es mit jener wohltuenden Idealisierung, die die Schule der 1860er Jahre auszeichnet, wiederzugeben. Er war es auch, der ihr Talent erkannte und 1862 durch ein Engagement am Hoftheater zu Karlsruhe zu fördern trachtete, wo er sie zumeist in sentimentalen Liebhaberrollen verwendete.
Und in der Tat, die junge Künstlerin entwickelte sich zusehends und war bald bei Publikum und Presse beliebt. Sie trug aber auch durch Fleiß und Ausdauer dazu bei ihr Können zu erweitern und durch eine reiche schauspielerisches Tätigkeit an anderen Orten ihren Namen außerhalb des Großherzogtums Baden bekannt zu machen. So erschien sie 1865 in Frankfurt am Main, 1868 in Freiburg i. B., 1869 in Wiesbaden, 1870 in Braunschweig, 1874 in Halberstadt, jedoch seit 1884 künstlerisch geläutert und geklärt ist sie ununterbrochen am Hoftheater in Karlsruhe tätig.
Sie wirkte daselbst im Fache der Heldenmütter, doch ist ihr auch das Lustspiel (bürgerliche Mütter) ein vertrautes Gebiet und zeigte sie gerade für das Fein-Komische einen sicheren Blick und weiß diskreten Humor bestens zur Geltung zu bringen. Die Künstlerin zeichnete sich besonders durch gutes Sprechen und vornehme Repräsentation aus und wurde speziell ihre Darstellung aristokratischer alter Damen gerühmt.
Verheiratet war sie mit dem Architekten und Direktor der Kunstgewerbeschule Karlsruhe Gustav Kachel, dessen Vater Ludwig Kachel war. Ihr Schwager war der Historienmaler Ludwig Kachel, ihr Schwippschwager (durch die Heirat von Alice Kachel) war der Maler Karl Roux.